# Liste der Bodendenkmäler in Hunderdorf
Auf dieser Seite sind die Bodendenkmäler in der niederbayerischen Gemeinde Hunderdorf zusammengestellt. Diese Tabelle ist eine Teilliste der Liste der Bodendenkmäler in Bayern. Grundlage ist die Bayerische Denkmalliste, die auf Basis des Bayerischen Denkmalschutzgesetzes vom 1. Oktober 1973 erstmals erstellt wurde und seither durch das Bayerische Landesamt für Denkmalpflege geführt wird. Die folgenden Angaben ersetzen nicht die rechtsverbindliche Auskunft der Denkmalschutzbehörde.

## Bodendenkmäler in Hunderdorf
| Lage       | Objekt | Akten-Nr.     | Bild                                                    |
| ---------- | --- | ------------- | ------------------------------------------------------- |
| (Standort) | Untertägige mittelalterliche und frühneuzeitliche Teile von Schloss Au vorm Wald mit der Schlosskapelle St. Valentin, darunter Spuren von Vorgängerbauten und der verfüllte Wassergraben.                            | D-2-7042-0023 | Untertägige mittelalterliche und frühneuzeitliche Teile |
| (Standort) | Untertägige mittelalterliche und frühneuzeitliche Befunde und Funde im Bereich von Schloss Steinburg mit Schlosskapelle St. Johannes der Täufer, darunter Spuren von Vorgängerbauten und der Befestigungsanlagen.    | D-2-7042-0025 | weitere Bilder                                          |
| (Standort) | Untertägige mittelalterliche und frühneuzeitliche Befunde und Funde im Bereich der abgebrochenen Vorgängerbauten der katholischen Pfarrkirche St. Nikolaus in Hunderdorf mit Friedhof und Friedhofskapelle St. Anna. | D-2-7042-0099 |                                                         |
| (Standort) | Untertägige mittelalterliche und frühneuzeitliche Befunde und Funde im Bereich der katholischen Filialkirche St. Edigna in Hofdorf, darunter Spuren von Vorgängerbauten und des Friedhofs.                           | D-2-7042-0102 | weitere Bilder                                          |